# Калиновка (Шенталинский район)
Калиновка — село в Шенталинском районе Самарской области в составе сельского поселения Старая Шентала.

## География
Находится у реки Токмаклинка на расстоянии примерно 18 километров по прямой на юго-запад от районного центра станции Шентала.

## Население
Постоянное население составляло 30 человек (русские 97%) в 2002 году, 8 в 2010 году.